# Chu Phù (nhà Minh)
Chu Phù (朱榑; 23 tháng 12, 1364 - 1428), còn gọi là Tề Cung vương (齊恭王), là Hoàng tử thứ bảy của Minh Thái Tổ Chu Nguyên Chương, người sáng lập ra triều Minh. Mẹ là Đạt Định phi (达定妃). Ông cũng là anh ruột của Đàm vương Chu Tử, Hoàng bát tử của Chu Nguyên Chương.

## Cuộc đời
Năm 1368, Chu Nguyên Chương thống nhất Trung Hoa, lên ngôi Hoàng đế, lập ra triều đại nhà Minh, lấy hiệu Minh Thái Tổ. Việc đầu tiên sau khi ông lên ngôi chính là phong vương cho tất cả các Hoàng tử của mình. Tháng 5 năm 1370, Chu Phù được phong làm Tề vương (齊王) khi chưa trưởng thành. Năm Hồng Vũ thứ 12 (1379), ông được ban Thanh Châu, Sơn Đông để lập thái ấp. Cùng năm đó, Hoàng tử thành hôn với Ngô thị (吴氏), con gái của tướng lĩnh Ngô Lương (吴良). Năm 1382, Chu Phù cưới thêm con gái của Ngô Phúc (吴复) là Ngô thị, lập làm thiếp.
Thời trẻ, Chu Phù có quan hệ rất tốt với tứ huynh là Chu Đệ, về sau lên ngôi là Minh Thành Tổ. Chu Phù thường cùng các Hoàng tử anh em khác đến Phượng Dương để huấn luyện quân đội. Năm 1390 - 1391, quân Mông Cổ gây hấn ở biên giới phía bắc, Chu Phù và Yên vương Chu Đệ được cử đi dẹp loạn vùng biên ải. Kể từ khi giành được nhiều thắng lợi, Tề vương Chu Phù tỏ ra kiêu ngạo, thường bị Phụ hoàng quở trách.
Năm 1398, Thái Tổ băng hà, cháu nội của ông nối ngôi, tức Minh Huệ Đế, con ruột của Thái tử Chu Tiêu. Sau khi lên ngôi, ông cho triệu các phiên vương về kinh để tiến hành bãi bỏ phiên vương. Năm 1399, Tề vương bị tước hết danh hiệu, bị quản thúc tại Nam Kinh cùng với Đại vương Chu Quế, Hoàng thập tam tử của Minh Thái Tổ.
Năm 1403, sau chiến dịch Tĩnh Nan, Yên vương Chu Đệ cướp ngôi Hoàng đế của cháu mình, lấy hiệu Minh Thành Tổ, liền trả tự do và phục vị cho Chu Phù, cho ông quay về phủ đệ của mình. Sau khi được giải phóng, Chu Phù chứng nào tật nấy, trở nên kiêu căng hơn, Thành Tổ ra sức khuyên can người em này nhưng ông vẫn không nghe. Không những không ăn năn, Tề vương Chu Phù còn âm mưu nổi loạn. Một lần nữa, ông lại bị tước hết chức tước và vị phế làm thứ nhân, quản thúc ở Nam Kinh, tất cả con cháu của ông đều bị gọi là Tề thứ nhân.
Năm Tuyên Đức thứ 3 (1428), Chu Phù qua đời. Thời Nam Minh, ông được phục tước, thuỵ là Tề Cung vương (齊恭王).

## Gia thất

### Thê thiếp
- Chánh phi Ngô thị (吴氏), con gái của Ngô Lương
- Thứ phi Ngô thị (吴氏), con gái của Ngô Phúc
- Thứ phi Đặng thị (邓氏), con gái của vệ quốc công Đặng Dũ (卫国公.邓愈)

### Hậu duệ

#### Con trai
1. Chu Hiền Diễn (朱賢烶), được phong Tề Thế tử (齊世子), sau bị phế làm thứ dân và giam ở Nam Kinh
2. Lạc An Điệu Ẩn vương (樂安悼隱王), không rõ tên, sau bị phế làm thứ dân và giam ở Nam Kinh
3. Trường Sơn vương (長山王), không rõ tên, sau bị phế làm thứ dân và giam ở Nam Kinh
4. Bình Nguyên vương (平原王), không rõ tên, sau bị phế làm thứ dân và giam ở Nam Kinh
5. Chu Hiền Hách (朱賢爀), bị đày đến Lư Châu (nay là Hợp Phì, An Huy)

#### Con gái
Không rõ